# هیلزبورو (ایندیانا)
هیلزبورو (به انگلیسی: Hillsboro) یک شهرک در ایالات متحده آمریکا است که در شهرستان فانتن، ایندیانا واقع شده‌است. هیلزبورو ۰٫۸۱ کیلومتر مربع مساحت و ۵۳۸ نفر جمعیت دارد و ۲۱۵ متر بالاتر از سطح دریا واقع شده‌است.